# Quilombo dos Luízes
O Quilombo dos Luízes é um quilombo contemporâneo localizado no bairro de classe média do Grajaú, na cidade de Belo Horizonte, capital do estado de Minas Gerais. A comunidade é composta por aproximadamente 25 famílias, com 85 moradores. As origens da comunidade datam do século XIX, antes da fundação da cidade de Belo Horizonte (1897), quando ancestrais do município de Nova Lima chegam à atual área do quilombo. Estes antepassados de Nova Lima juntam-se a um outro núcleo da família, moradores daquele local, que fazia parte da antiga Fazenda Calafate. Este território, situado às margens do córrego Piteiras – que fluía onde hoje existe a Avenida Silva Lobos – é a localização do Quilombo dos Luízes. 
A comunidade, que vem de uma longa linha de lideranças mulheres, foi o primeiro quilombo a ser reconhecido no contexto urbano de Belo Horizonte, seguido pelos Quilombos do Manzo Ngunzo Kaiango e o Quilombo de Mangueiras. Até 2018, porém, nenhuma comunidade quilombola de Belo Horizonte havia completado seu processo de titulação. De acordo com o Decreto 4887 de 2003, o principal órgão responsável pela titulação é o Instituto de Colonização e Reforma Agrária de Minas Gerais (INCRA-MG), mas, no caso dos Luízes, outros órgãos federais têm apoiado a comunidade na sua luta pela demarcação de suas terras, a destacar o Ministério Público Federal (MPF) e a Defensoria Pública da União (DPU).

## Origens
A comunidade é chamada de “Quilombo dos Luízes” por conta de um antepassado de Nova Lima, o proprietário de escravos Manoel Luiz, cujo nome gradualmente torna-se um sobrenome. Manoel Luiz casou-se com uma importante antepassada da comunidade, a escrava Anna Apolinária (1867-1945). Dizem que Anna Apolinária era muito bonita e é por isso que Manoel Luiz se apaixonou por ela. Anna seria a primeira líder mulher da comunidade, de acordo com a memória coletiva da família. Como conta Maria Luzia no Relatório Antropológico oficial da comunidade: 
"(...) desde o começo, a comunidade dos Luízes era comandada por mulheres fortes, guerreiras e corajosas, portanto somos uma comunidade matriarcal, cuja matriarca era Anna Apolinária Lopes (Anna escrava, Anna mãe, Anna guerreira, Anna terra) que dava as ordens no quilombo."
Uma das herdeiras e filha de Anna Apolinária e Manoel Luiz, Maria Luiz, casa com Vitalino Nunes Moreira. Vitalino era filho de Nicolau Nunes Moreira, antigo escravo da Fazenda Calafate no atual Grajaú. Nicolau possuía terras desta fazenda, a chamada Fazenda Piteiras. De acordo com documentações, as terras da Fazenda Piteiras chegavam a mais ou menos 18.000 m². Nicolau provavelmente recebeu estas terras como compensação por serviço prestado na Fazenda Calafate. 
Maria Luiz, cujo nome muda para Maria Luiza uma vez que chega à Fazenda Piteiras, e duas outras filhas de Anna Apolinária (Aurora Luiz e Eulália Marcellina Luiz) casam-se com três filhos de Nicolau Nunes Moreira (Vitalino Nunes Moreira, Francisco Cândido de Jesus e Quirino Cândido de Jesus, respectivamente). As três irmãs e os três filhos então se assentam na Fazenda Piteiras, no local do atual território do Quilombo dos Luízes, em meados da década de 1890, conforme comprova a documentação pertinente à propriedade. Esta núcleo familiar então forma uma ampla rede de parentesco que dá origem ao contemporâneo Quilombo dos Luízes. 
O nome “Luiz(a)” pode ser encontrado em várias variações nos primeiros nomes dos membros da família. Em cada núcleo familiar da comunidade, encontra-se pelo menos uma pessoa cujo nome é uma variação de Luiz, como Luzia, Lucia, Luísa, Luis, Maria Lucia, e por aí vai. Portanto, “os Luízes.” 